# Pholcus quinquenotatus
Pholcus quinquenotatus är en spindelart som beskrevs av Tord Tamerlan Teodor Thorell 1878. Pholcus quinquenotatus ingår i släktet Pholcus och familjen dallerspindlar. Inga underarter finns listade i Catalogue of Life.